# Kostel svatého Petra a Pavla (Albrechtice nad Vltavou)

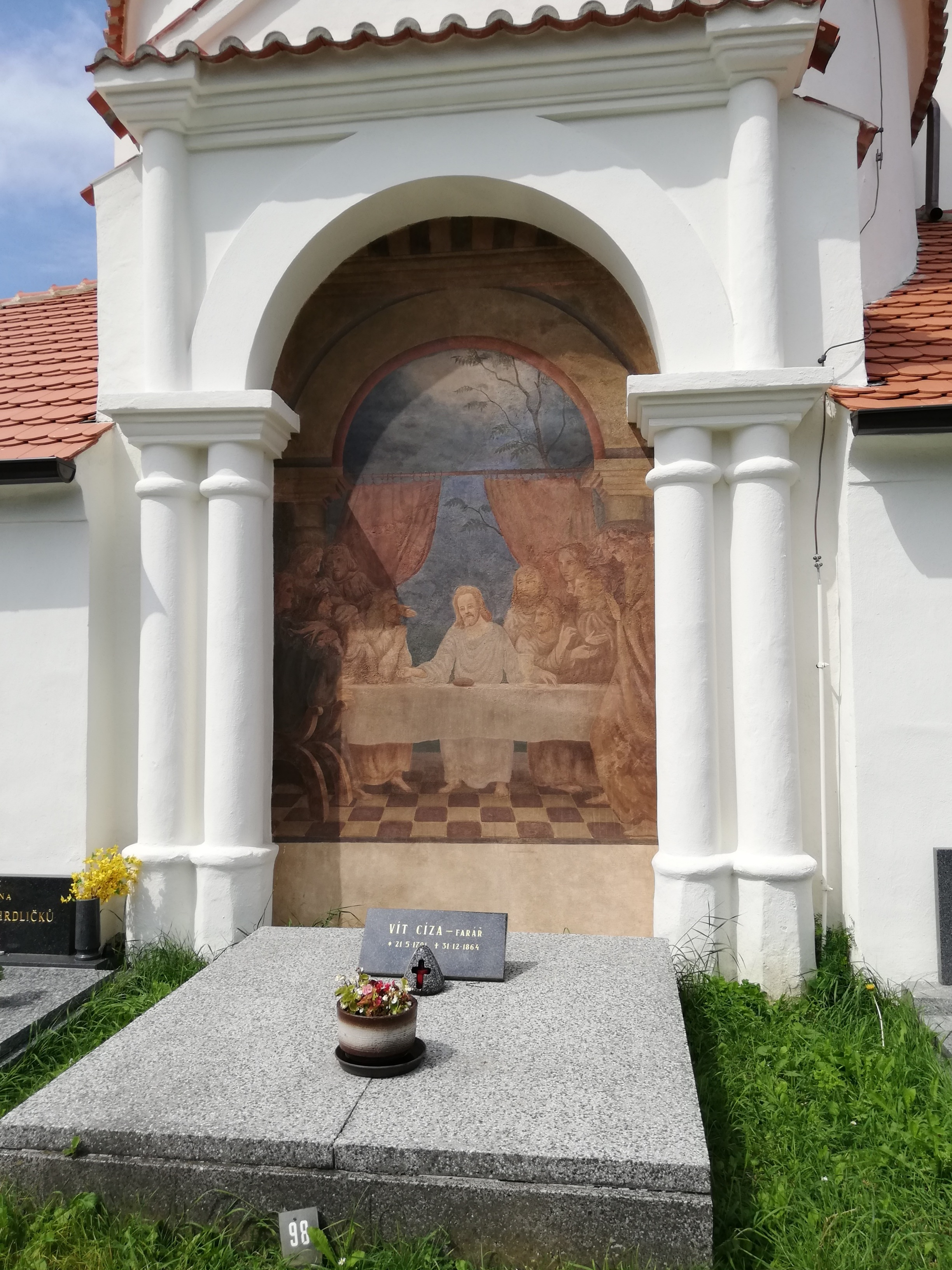
Hrob faráře Víta Cízy

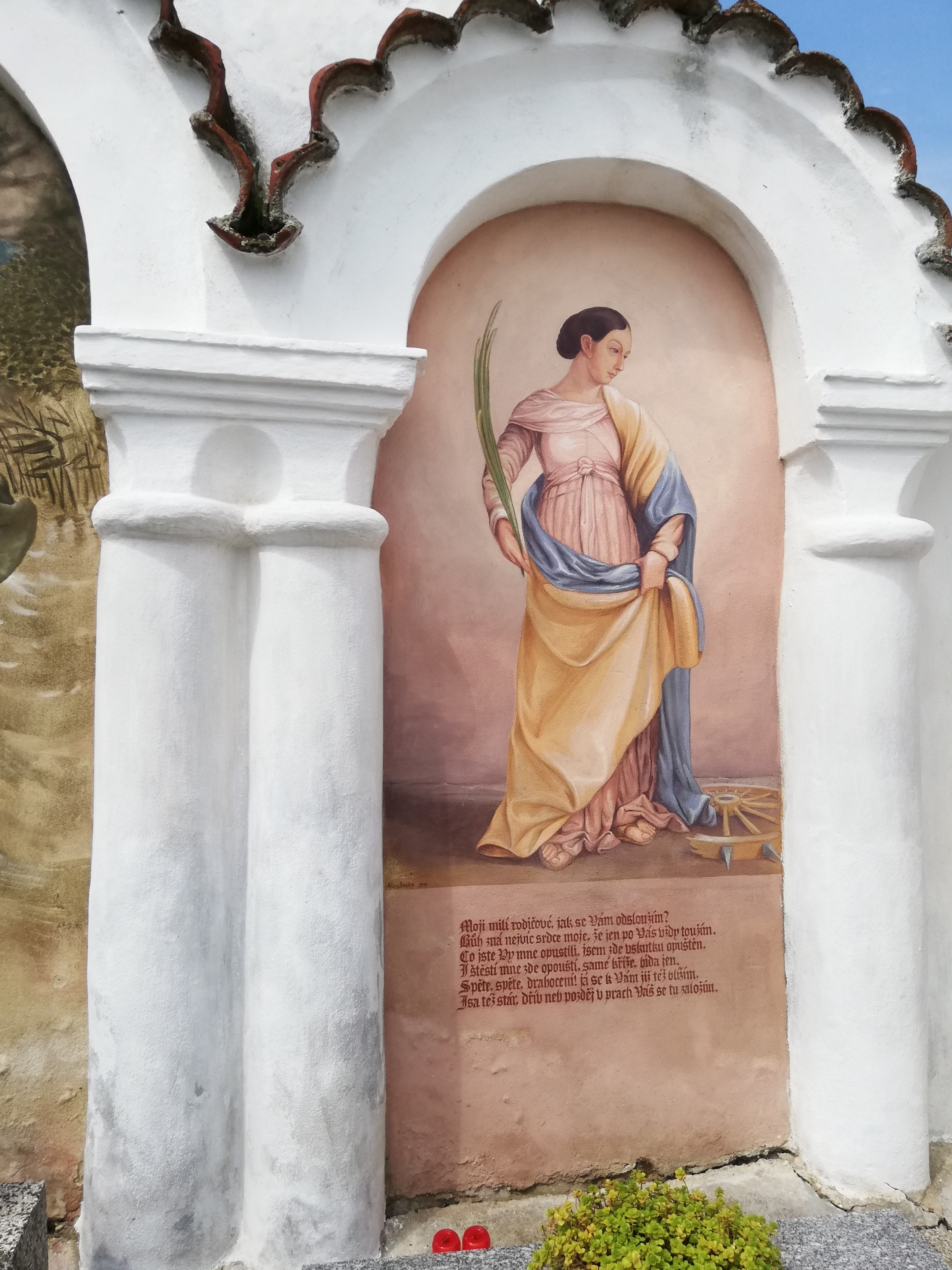
Malba nad hrobem sirotka

Kostel svatého Petra a Pavla v Albrechticích nad Vltavou v okrese Písek je původně románský kostel ze 3. čtvrtletí 12. století. Kostel byl v průběhu své historie několikrát přestavován, nejvíce pak v 19. století. Kostel je farním kostelem římskokatolické farnosti Albrechtice nad Vltavou.

## Popis kostela
Kostel má jednu chrámovou loď, původně měla plochý strop, v 18. století byla opatřena valenou klenbou s výsečemi. Věž je hranolová. V kostele se nachází bohatá malířská výzdoba. Zvláště ceněné jsou románské malby Posledního soudu a motiv „pekla a ráje“ na triumfálním oblouku.
Dne 7. prosince 2002 byla z oltáře kostela odcizena soška svatého Petra. Na pořízení nové byla v roce 2019 uspořádána sbírka a kopie vzniklá podle historické fotografie z roku 1949 a podle stylu sošky sv. Pavla v dílně restaurátora Aleše Lišky v nedalekých Smrkovicích byla umístěna na oltář na Boží hod vánoční 25. prosince 2021.

## Hřbitov
Kostel je obklopen hřbitovem, jehož zeď je zdobena kapličkami s malbami z 19. století, kdy farář Vít Cíza (1791–1854), který v Albrechticích působil v letech 1819–1854, zorganizoval (v roce 1841) uskutečnění svého nápadu. Autorem maleb je František Mikule z Jinína. Součástí maleb jsou verše, jejichž autorem je Vít Cíza a které přibližují osudy osobností pohřbených. Malby byly několikrát restaurovány. První opravy byly provedeny v roce 1883 Václavem Šebelem z Písku. Další opravy byly např. provedeny v letech 1931 až 1934 Tomášem Peterkou a Josefem Kousalem. V 80. letech 20. století byly původní obrazy překryty betonovými deskami, na které byly namalován obrazy nové. V roce 2007 byla hřbitovní zeď převedena z majetku církve na obec Albrechtice nad Vltavou a po sejmutí desek bylo započato s restaurováním jednotlivých maleb, které probíhalo postupně během let 2010 až 2014. U části maleb bylo nutno napodobit styl původních umělců, jelikož byly poškozeny nebo části maleb chyběly.
Na hřbitově byly natočeny scény z filmů Jan Cimbura režiséra Františka Čápa (z roku 1941) a Dým bramborové natě režiséra Františka Vláčila (z roku 1976).

### Externí odkazy

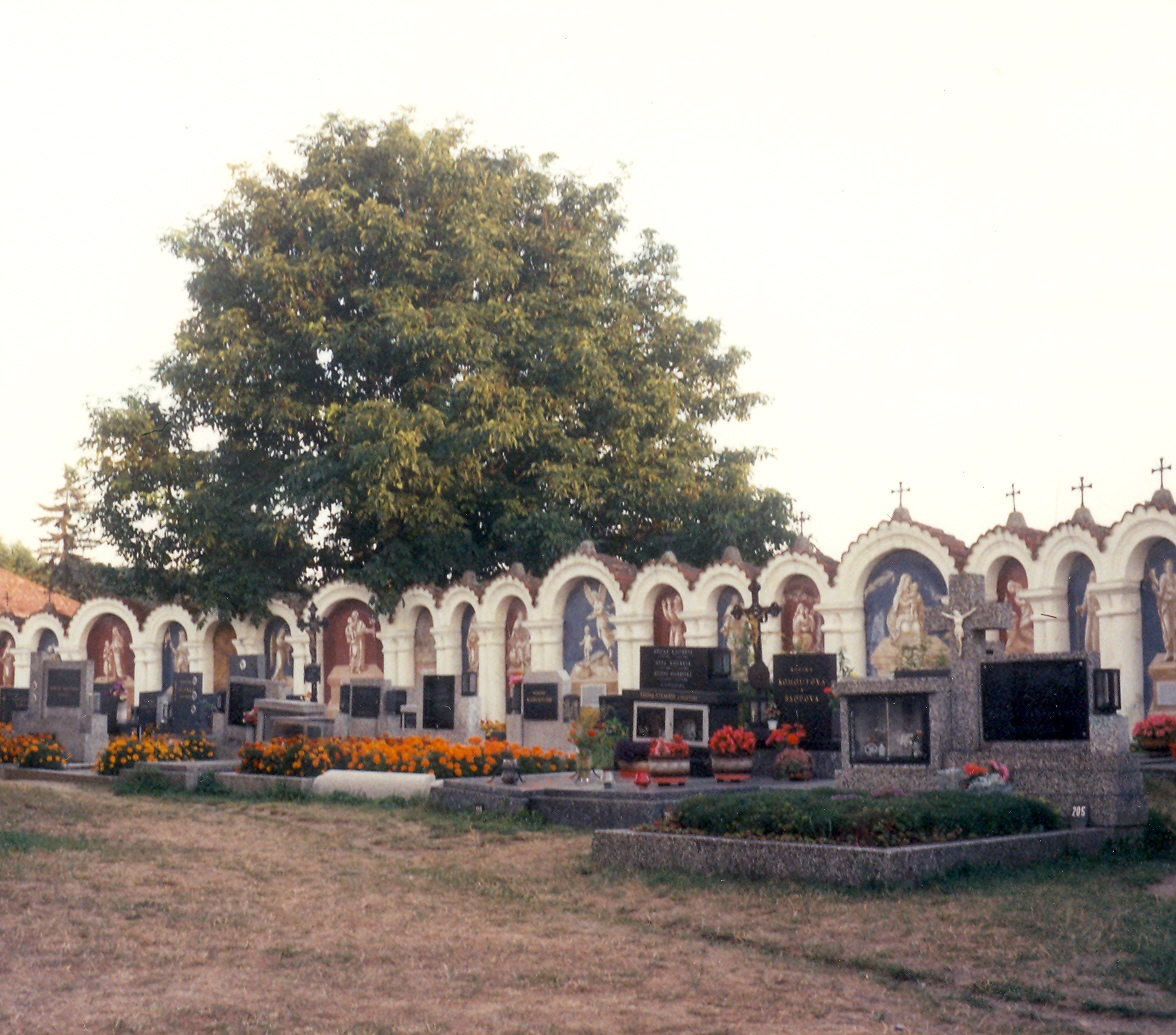
Kapličky s malbami ve zdi hřbitova.